# Пилорама (форум)
«Пилорама» — ежегодный международный гражданский политически-культурный форум, проходивший в последние выходные июля на территории деревни Кучино (Пермский край), где ранее располагался один из крупнейших в СССР лагерь для политических заключенных «Пермь-36».

## Формат форума
С 2007 года программа форума, первоначально задуманного как фестиваль бардовской песни, помимо ставших традиционными концертов и выступлений бардов, включает в себя также выставки, театральные постановки, кинопоказы, площадки для различных гражданских дискуссий. В числе участников «Пилорамы — 2012»:
- Уполномоченный по правам человека в России Владимир Лукин
- старший советник по правам человека при системе ООН в РФ Ришард Коменда
- и. о. министра культуры Пермского края Александр Протасевич
- член федерального политсовета РОДП «Яблоко» Сергей Адамович Ковалёв
- Лидер «Движения в защиту химкинского леса» Евгения Чирикова
- Председатель Совета по правам Человека при Президенте России Михаил Федотов
- Уполномоченные по правам человека из шести регионов России — Пермского края, Свердловской, Челябинской, Самарской областей, Ингушской республики и Санкт-Петербурга.[1]
- Юлий Ким
- Вася Обломов
- Игорь Иртеньев
- Николай Браун

## Участники форума
Каждый раз в нём участвуют сотни политиков, социологов, журналистов, музыкантов и других активных граждан из России, с Украины, из Белоруссии, США, Германии, Польши, Латвии и других стран. В числе участников форума в разные годы были Сергей Адамович Ковалёв, Юлий Ким, Борис Немцов, Вася Гончаров-Обломов, Евгения Чирикова, Игорь Иртеньев, Никита Белых, Андрей Макаревич, Владимир Лукин, Максим Чикалов, Тимур Шаов, Михаил Федотов, Нателла Болтянская, Александр Исаев, Николай Браун, Лилия Шебанова, Вадим Курылёв, Михаил Новицкий, Михаил Борзыкин и многие другие.

## Место проведения
Ежегодно разворачиваемый палаточный лагерь на левом берегу реки Боярки (приток Чусовой) вблизи Мемориального Музея «Пермь-36» — бывшего лагеря ГУЛАГа ВС-389\12, включённого экспертами ЮНЕСКО и ICOMOS 2004 году во всемирный список World Monuments Watch. Лагерь располагается в 110 км от города Пермь и в 26 км от города Чусового Пермского края в районе деревушки Кучино. В трёх километрах от лагеря проходит автомобильная трасса Пермь — Качканар.
По заявлению устроителей, в 2012 году обустроенный палаточный лагерь, развёрнутый на площади 2,9 га, был способен принять до 1400—2000 человек.

## Финансирование
До 2012 года фестиваль полностью или почти полностью проводился на деньги, выделяемые властями Пермского края. О дальнейших организационно-финансовых перспективах форума пока неизвестно. По сообщениям ряда СМИ на проведение «Пилорама-2012» из краевого бюджета выделено 5 млн руб.

В 2013 году объём внебюджетных средств, выделенных для проведения форума, сократился до 2,5 млн руб. Несмотря на дополнительные средства, которые обещал выделить бизнесмен Евгений Фридман, в июле общественным советом «Пилорамы» было принято решение не проводить форум в 2013 году. 

## Критика фестиваля
Активисты движения «Суть времени» и клуба «Патриот» 18, 19, 20 июля 2012 года провели пикеты напротив здания администрации губернатора и краевого правительства под лозунгом «Нет базе НАТО в Пермь-36» против гражданского форума «Пилорама». Кроме того в период работы форума на территории форума был организован лагерь «Антипилорама» и проведена фотовыставка «20 лет без СССР», посвященная тому, что произошло со страной после распада Советского Союза. Противники форума обвинили организаторов в проамериканской тематике, и в связи с этим настаивали на недопустимости его финансирования из средств краевого бюджета министерства культуры. Кроме того, указывалось на сокрытие реальных источников финансирования — одним из организаторов форума названо международное общество «Мемориал».
Бывшие надзиратели «Перми-36» (например, Владимир Кургузов, начальник роты охраны ИТК-36 с 1974 по 1979 год Вениамин Коптелов, куратор ИТК-36 по линии МВД с 1972 по 1975 год Анатолий Терентьев) неоднократно утверждали, что форум «Пилорама» искажает происходившее в тюрьме в идеологических целях. В частности, по мнению бывших надзирателей, условия в колонии были гораздо лучше, чем в обычных тюрьмах, лучше настолько, что обычные уголовники иногда притворялись «политическими», чтобы попасть в «Пермь-36». Также они указывают, что обращение с заключёнными, особенно с диссидентами, было предельно вежливым, потому что о любой жестокости было бы сразу же рассказано в иностранной, антисоветской пропаганде. По их словам, некоторые диссиденты этим даже пользовались и провоцировали, намеренно совершав нарушения режима, чтобы попасть в ШИЗО, а потом раструбить на весь мир о плохом обращении. Что касается контингента, то немалую часть заключённых составляли бывшие власовцы, бандеровцы, прибалтийские «лесные братья», а то и бойцы дивизий СС, повинные в военных преступлениях.
По мнению Владимира Кургузова, главы Комитета ветеранов ИТК-36, устроители форума «Пилорама хотят именно показать колонию „Пермь-36“ как настоящий ГУЛАГ, а не такой, какой она была на самом деле, поэтому игнорируют тюремную документацию и мнение бывших надзирателей, противоречащее их мнению»:

Я читаю якобы воспоминания кого-то из наших узников: в какой-то бочке, кого-то пытали… Неужели наша уголовно-исполнительная система настолько беззуба, что не может защитить себя? Существуют документы, архивы. И у меня их полно — приезжайте, читайте, пишите правду. Хватит фальсифицировать историю на потеху зарубежью. Ладно, кто-то за это гранты получает, но остальные-то за что так Родину не любят?
Куратор ИТК-36 по линии МВД (с 1972 по 1975 год) Анатолий Терентьев выразил схожее мнение:

Зацикленные они там в «Мемориале». Эти ребята какие-то слухи собирают, а потом это на Западе публикуют. Мы живые свидетели того, что к нам ни разу никто из «Мемориала» не обратился и не сказал: «Мы за объективное освещение истории „Пермь-36“, где отбывали „инакомыслящие“», — как они говорят, — «Давайте, ребята, поделитесь, как вы это всё воспринимали». Никто!

Смотрел буклеты «Пермь-36», их публикации в газетах. Какие-то полосатые робы, какие-то кандалы, какие-то ботинки, непонятно откуда, какая-то колючая проволока, какие-то миски из нержавейки. Ну, слушайте, надо было перед тем, как спонсоры приедут, ещё и колодки для рабов из Африки привезти — сказать, что это тоже относится сюда же! И такую ерунду говорят: что там «гибли», «умирали» и прочее. Да, сотрудники, народ вокруг, порой хуже ели, а они ещё кочевряжились при этом, объявляли голодовки, потому что, видите ли, им что-то не понравилось. 